# 現生人類の拡散
現生人類の拡散（げんせいじんるいのかくさん）では、ホモ・サピエンスが世界各地へ拡散した経緯について述べる。なおそれに先立ち旧人類も各地へ拡散していた。
ホモ・サピエンスが誕生し、移動を始めたのはおおよそ30万年前であるといわれている。アフリカ単一起源説では、おおよそ7万年前から5万年前に東アフリカを発ったホモ・サピエンスが現世人類の祖であるとされており、現生人類がアフリカを出てアジア南沿岸経由で近オセアニア地域への移動を始めたのがおおよそ7万年から5万年前とされており(人類の南方地域への分散)、約4万年前までにヨーロッパ中に分散した。
ただし、それ以前にもアフリカを出たホモ・サピエンスが存在する。イスラエルから19万4千年–17万7千年前のホモ・サピエンスの化石、ギリシャから約21万年前のホモ・サピエンスの化石が見つかっているが、いずれもそれ以前に定住していたネアンデルタール人（旧人類）との生存競争に敗れたと考えられている。
現生人類と旧人類の混血によって、われわれ現生人類のゲノムにネアンデルタール人の遺伝子が数パーセント混入しているとされる。
最終氷期極大期以降、古北アジア人はベーリング地峡を渡り、約2万年前に人類はアメリカ大陸に到達した。完新世に入ると、人類は北ユーラシア（1.2万年前）やグリーンランドやカナダの北極圏地域（4千年前）といった極圏にも定住し始めた。そして、ポリネシアにオーストロネシア人が人類として初めて到達したのは1千年紀のことである。

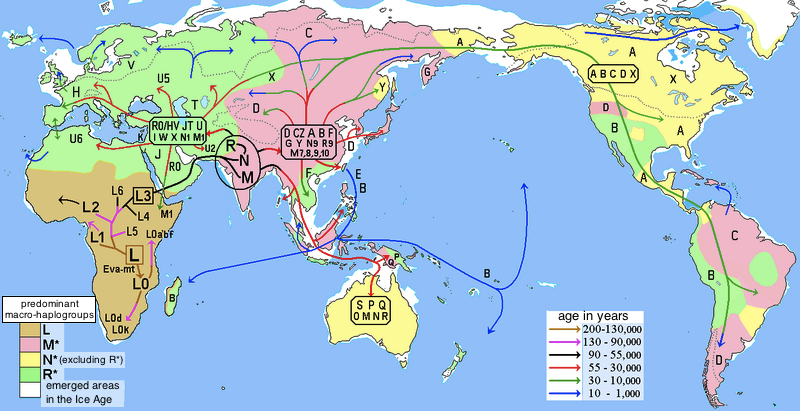
アフリカ単一起源説による現代人類の拡散を表した図

現生人類の拡散の概略図。図中の数字は千年前を表す。

## 早期の拡散

### アフリカ全土への拡散
ホモ・サピエンスはおよそ30万年前にアフリカで現れたといわれている。この推定はモロッコのジェベル・イルードの地層で発見された、頭蓋骨及びその同年代のもの思われる複数の石器が熱ルミネセンス法での年代測定によって31.5±3.4万年前のものであると結論付けられたことによる。これが出土する前は、1967年から1974年の間にエチオピアのオモ国立公園で発掘されたオモ人骨が最古のホモ・サピエンスであるとされており、この化石人類はおよそ20万年前のものであったために以前はホモ・サピエンスは20万年前に誕生したとされていた。なお、1932年に南アフリカで出土したフロリスバッドの頭蓋骨は25.9万年前のものと推定されるが、ホモ・サピエンスであるかについては諸説ある。
コンピュータによって260枚のCTスキャン写真をもとに初期の現生人類の共通祖先の頭蓋骨の形状を決定したところ、現生人類の起源が26万年から35万年前に遡ることが示唆されている。
2019年の人類学者の報告によれば、ギリシャ南部のアピディマ洞窟で21万年前のホモ・サピエンスの遺骨や17万年前のネアンデルタール人の遺骨が見つかった。これはこれまでにヨーロッパで見つかった最古のホモ・サピエンスの遺骨よりも15万年も古いものであった。
おおよそ20万年前の初期の現代人類はユーラシア西部から中央部へも拡散したが、ユーラシアでは旧人類との生存競争に敗れた。他方、サブ・サハラ以南のアフリカでは初期の現代人類は旧人類によるアシュール文化の終焉（約13万年前）に寄与するほど繁栄した一方で、特に西アフリカでは1万2千年前まで旧人類と共存していたとされる。
現代のコイサン族の祖先は15万年前、一説では26万年前にアフリカ南部に拡散していた。海洋酸素同位体ステージ5期が始まる前の13万年前までには、コイサン族の祖先となるアフリカ南部のハプログループL0 (mtDNA)の集団と、アフリカ東部からアフリカ中央部にいたマクロ・ハプログループL1-6 (mtDNA)の集団（コイサン族以外の現生人類の祖）の2つの集団があった。12万5千年から7万5千年前にはハプログループL0の集団は東アフリカへ大規模に移動している。
ピグミーの祖先となる集団は6万年前まで（おそらく13万年前より以前）にはアフリカ中央部において拡散していた。
西アフリカでは見つかっている化石が少なく、アフリカの他の地域に比べて研究が難航している。13万年前にはサヘル地域に到達していたと推定されるが、西アフリカの熱帯地域では13万年前以前のホモ・サピエンスの化石は見つかっていない。 西アフリカではアフリカの他の地域に比べて比較的遅い完新世が始まるころまで中期石器時代が続いて旧人類がこのころまで存在し、ホモ・サピエンスと混血したことが示唆されている。

### 北アフリカからの早期の拡散
ホモ・サピエンスは17万7千年前までにアフリカから出たとされており、ホモ・サピエンスがレバントを経由してヨーロッパに到達したのは13万年前から11万5千年前であるとされている。
イスラエルのミスリヤ洞窟では、約18万5千年前のホモ・サピエンスの顎骨の断片が見つかっている。同じ洞窟の25万-14万年前の地層からはルヴァロワ技法による打製石器が見つかっており、この石器とホモ・サピエンスの顎骨とが関連付けられれば、人類がヨーロッパから出た時期がより早くなるような証拠となりうる。
早期にアフリカを出たホモ・サピエンスは永続的な定住にはつながらず、8万年前までにはホモ・サピエンスの分布は縮小し始めていた。125,000年前には中国に到達していた可能性があるが、そうであれば現代人にゲノムの痕跡はなくこの集団は絶滅したと考えられることとなる。
現生人類は少なくとも125,000年前にはアフリカを出て、2つの経路でユーラシア大陸に拡散した。1つはナイル渓谷から中東に向かったという経路で、パレスチナには到達しており、ナザレ付近のカフゼ洞窟では120,000–100,000年前の人骨が見つかっている。もう一つの経路は海水面が低く現在より幅が狭かったバブ・エル・マンデブ海峡付近の紅海を横断し、アラビア半島を通って、現在のアラブ首長国連邦やインド大陸に至ったという経路である。この経路上のアジア側からは現生人類の化石は見つかっていないが、明白に似通った石器がアラブ首長国連邦のジェベル・ファヤ(125,000年前の石器)やオマーン(106,000年前の石器)から出土しており、インドのジュワラプラムで見つかった7万5千年前の石器と合わせてすべてホモ・サピエンスの石器であると推定されている。これらの石器の発見は100,000年前には現生人類が中国南部に到達していたという学説を裏付けるものとなっている。中国広西チワン族自治区崇左市の智人洞からは旧人類と混血した現生人類の約10万年前の化石が、広西チワン族自治区柳江県の通天岩洞窟からは13万9千年–11万1千年前のものと主張される柳江人の人骨がそれぞれ見つかっている。さらに、広西チワン族自治区の陸那洞からは人骨のうち歯の部分が見つかり、その中の右上の第二大臼歯と左下の第二大臼歯が12万6千年前のものであることが示唆された。アフリカから中東、インド、中国へと拡散した人類の痕跡が現代人のY染色体やミトコンドリアには残らなかったという分析結果より、早期にアフリカから出たホモ・サピエンスは生存競争に敗れて、旧人類に同化していったと考えられている。
ミトコンドリアDNAを解析によって、現生人類は少なくとも一回のボトルネック効果を経験しており、遺伝子多様性が急激に失われたことが分かっている。アメリカ人人類学者のヘンリー・ハーペンディングはおおよそ10万年前に地理的に限られた地域から人類は拡散していったが、地理的ボトルネック効果を経験して約5万年前にアフリカから劇的に人口が増加しはじめ、ほかの地域でも人口の急増が起こったと考えている。気候学および地質学的な痕跡からはボトルネック効果の形跡が見られる。およそ7万4千年前にインドネシアのスマトラ島にあるトバ火山が第四紀最大級の大噴火を起こしており、寒冷期がその後1千年間続いて地球の人口を減少させた可能性がある。これを生き残ったのはわずか15,000人であったと推定されており、遺伝的浮動や創始者効果が大きくなった可能性がある。 アフリカ人のゲノムの大きな多様性はトバ事変の際にアフリカが人類の避難所となっていたことを示唆するとみられている。しかし、近年の報告では古代のDNA分析においてはアフリカ単一起源説を前提としたときよりも多地域で進化が起こりユーラシア大陸で混血が起こったことを前提としたときの方が古代DNA分析の整合性が高くなることを主張したものもある。また、そもそもトバ事変が当時の地球の人口にはほとんど影響を及ぼさなかったと主張する研究者もいる。

## ユーラシア大陸への拡散

### アジア南沿岸地域への拡散
アフリカ人以外に由来する現代人の遺伝子は7万から5万年前にアフリカを出た人類である。言い換えれば、7万年から5万年前にアフリカを出た現代人の祖先がアフリカ以外の地域へと永続的に定住するようになったのである。この頃、東アフリカのハプログループL3 (mtDNA)の集団のうち、おそらく1000人以下の小集団はバブ・エル・マンデブ海峡付近の紅海を横断し、アラビア半島に到達した。近年では、レバントを通ってユーラシアに入ったとの説もある。
レバントまたはアラビア半島付近にやって来た集団の子孫は5万5千年前までにアジアの南沿岸ルートを経由してインド大陸へと分散していった。また、ある研究では6万5千～5万年前に現代人の祖先がアフリカを出て拡散したことを裏付けている。アジア南沿岸を経由した移動および拡散がおよそ7万年前から5万年前であったことが、ハプログループL3からいずれも分岐したMとNとの関連を調べた研究により明らかになっている。
西アジアや南アジアへ拡散したホモ・サピエンスはおおよそ6万年前から5万年前にはユーラシアの他の地域へは移動しなかった。しかし、後期旧石器時代初め頃（5万年前以降）には現生人類はユーラシアの他の部分や近オセアニアへ移動を始めた。
この移動と拡散の間に、ホモ・サピエンスはネアンデルタール人やデニソワ人と混血しており、デニソワ人のDNAはアジア本土の人々やネイティブ・アメリカンのDNAに約0.2%含まれている。

### 近オセアニアへの拡散
アジア南沿岸経由で拡散した現生人類はさらに東南アジアや近オセアニアを経由して6万5千年から5万年前にオーストラリア大陸へと到達した。ホモ・エレクトスのデニソワ人はロンボク海峡を渡ってフローレス島より西側には到達していたが、オーストラリア大陸には到達していなかった。そのため、ホモ・サピエンスは人類として初めてオーストラリアの地を踏んだこととなる。デニソワ人の遺伝子の痕跡はメラネシア人やアボリジニ、ママンワ族等のネグリトの遺伝子で見られ、東南アジアに居たデニソワ人と混血していたことが示唆されている。

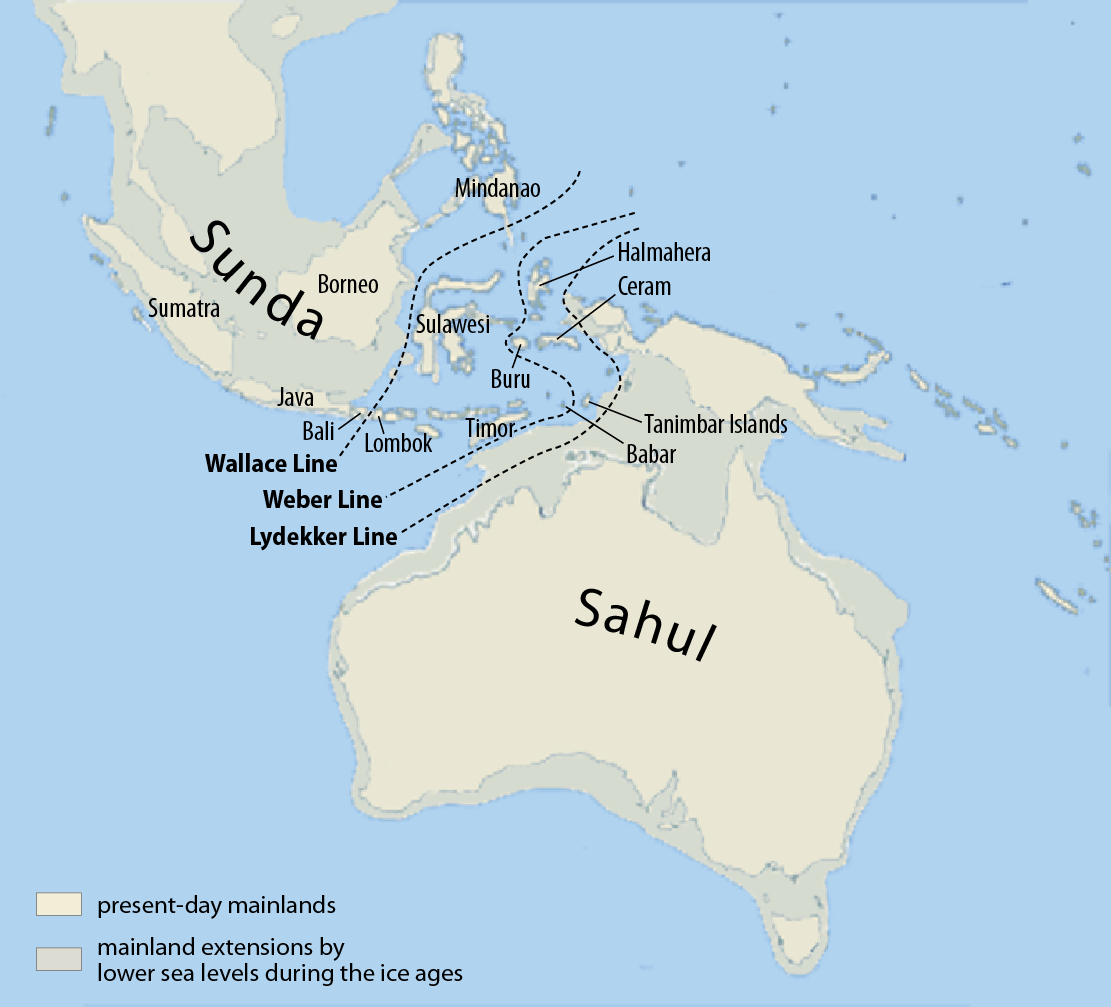
最終氷期極大期の頃の東南アジア・オセアニア周辺の海岸線。
当時は海水面が現在より110mほど低く、サフルランドとスンダランドと呼ばれる大陸が形成されていた。

この頃の海水面は現在よりはるかに低く、海域東南アジアのうち西方の領域はスンダランドという1つの陸地をなしていた。さらに、サフル大陸とスンダランド（現在のオーストラリア大陸、ニューギニア島、タスマニア島などがなしていた大陸）との間にはワラセアという陸地があり、近オセアニアの先住民らはこの群島伝いにサフルランドへと渡っていった。この時でもウェーバー線付近の海峡は最大90 kmの幅で存在していたため、近オセアニアの先住民は船や操船技術を持っていたと考えられている。
西オーストラリア州で見つかったオーストラリア先住民の髪の毛のゲノムを解析した結果、6万2千年から7万5千年前に東アジアに移住した集団の子孫のものであることが明らかになった。その結果、オーストラリアやニューギニア島にオーストラリア先住民が到達したのは現在のアジア人やネイティブアメリカンの祖先がアジアにやってくる以前の2万5千年前から3万8千年前であったことを裏付けた。現生人類の近オセアニアへの移動は約5万年前であったと考えられている。それを裏付けるようにオーストラリアでは5万年から6万年前の最古の住居の痕跡と、4万年ほど前のオーストラリア最古の人骨と、約6万5千年前の最古の人工物がそれぞれ見つかっている。また、ティム・フラネリーは人類によってオーストラリアの大型動物相が絶滅したのは4万6千年から1万5千年前であると主張している。

### ヨーロッパへの拡散
現生人類が中央アジアや西アジアから現在のヨーロッパへと移動したのは確実には約4万年前より以前で約4万3千年前に遡る可能性がある。この時にユーラシア西部へ拡散した集団はミトコンドリアDNAハプログループRとその派生型の集団であった。この移動は現生人類が中央アジアからヨーロッパにかけて広がっていたマンモス・ステップに生息していた大型動物の狩猟を行い始めたことによる。43–45,000年前の人骨がイタリアとイギリスで見つかっている。また、ヨーロッパには既にネアンデルタール人がおり、しばらくはヨーロッパや中東において共存していた。ネアンデルタール人との混血は4万7千年前に起こったと考えられており、現生人類がヨーロッパに入る前にはすでにネアンデルタール人と交雑していたといわれる。この交配によって旧石器人や子孫となるユーラシアの人々にはネアンデルタール人の遺伝子がもたらされたとみられている。
その後、現生人類はウラル山脈の西側に定住を始めた。この頃はトナカイや群れを成して移動する動物を追って移動しながら狩猟していたという。しかし、冬の気温は−20 - −30 °Cにもなり、彼らにとって厳しい環境に適応しなければならなかった。毛皮を持つ動物の皮を剥いで作った衣服を作ったり、骨を燃料とした暖炉、肉と骨を蓄えるために永久凍土を掘って作ったいわゆる「氷の貯蔵室」などを発明したりして、寒さをしのぐようになった。ロシアの北極圏にあるマモントヴァヤ・クリヤでも4万年前に人類が到達した形跡が見つかっているが、この時期に人類が北極圏に到達できたのはヨーロッパのみであったと考えられている。
一方、ヨーロッパに最初に到達した最初のホモ・サピエンスと考えられているクロマニョン人はまず、5万年前にザグロス山脈を越えた。その後、インド洋沿岸地域に定住する者もいれば、中央アジアのステップ地帯まで移動したものもいた。その後、クロマニョン人はヨーロッパに到達した。イタリアのパグリッチ洞窟で見つかった2体のクロマニョン人の遺骨（2万3千年前と2万4千年前のもの）のDNAを調べたところ、ハプログループN (mtDNA) に分類されるものであることが判明している。

現生人類の分布拡大図。 Currat & Excoffier (2004)による。

4万5千年前にヨーロッパへの人類の拡散が始まったと考えられており、それからヨーロッパのほぼ全土に人類が定住するまでに1万5千年から2万年ほどかかったと推定されている。
ネアンデルタール人は以前は遅くとも2万4千年前まで生存していたと考えられていた。しかし、以前は約2万4千年前のものとされていたスピ洞窟の人骨が最新の放射年代推定では4万4千2百年前から4万6百年前のものとされるなど従来の説を覆す結果が出ている。 近年の研究ではネアンデルタール人が少なくとも3万9千年前には絶滅していたとされる。

### 東アジアや北アジアへの拡散
ミトコンドリアDNAハプログループA、B、Gの集団の起源は5万年前に遡る。これらの集団はシベリアや朝鮮、日本に3万5千年前には定住するようになった。 
中国で発見された4万2千年から3万9千年前の田園洞人は、2017年の論文によればそのDNAが現代のアジア人やネイティブ・アメリカンと関連することが認められている。2013年の論文では、東アジア人の染色体の3p21.31領域（HYAL領域）に、ネアンデルタール人由来の18の遺伝子が含まれていることが明らかになった。ネアンデルタール人由来の遺伝子領域は東アジア人でのみ正の選択が起こっており、他のユーラシア人とは対照的に高い頻度で見られた。このことは東アジア人やネイティブ・アメリカンの祖先となる集団においてネアンデルタール人の遺伝子移入が起こったことを示唆している。また、田園洞人はハプログループBに属していることが判明している。
2016年の論文では、アイヌがほかのアジアの農耕民族の分化よりも早期に分化しており、シベリア北東部の人々と新石器時代以前の遺伝的な関連があることが示唆された。2013年の研究では、モンゴロイドのいくつかの表現型が約3万5千年前にEDAR遺伝子に起こった単一的な変異と関連していることが示された。

## 最終氷期極大期の人類の移動

### ユーラシアでの移動

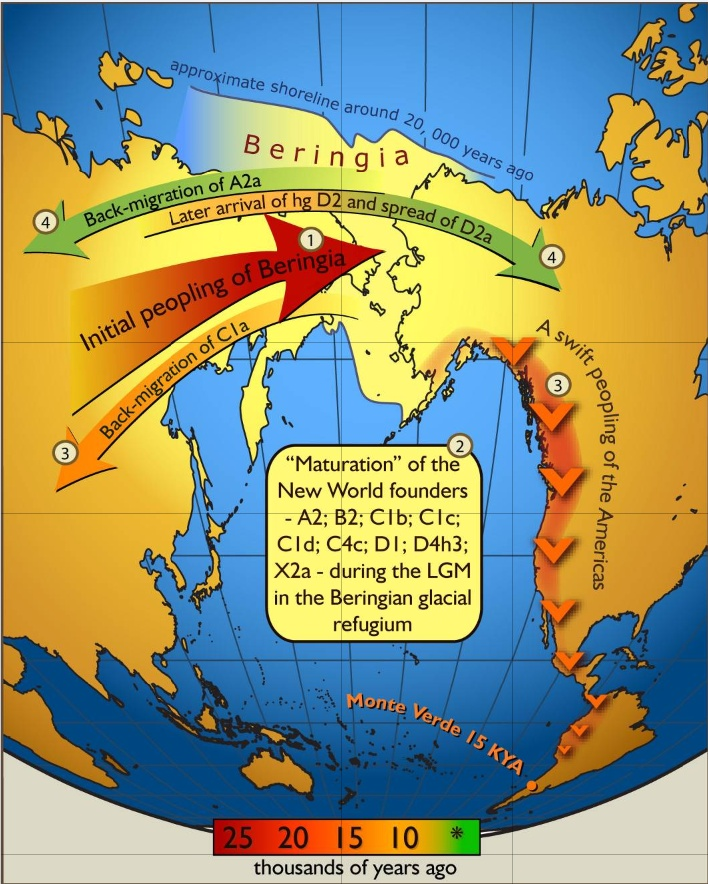
ミトコンドリアDNAハプログループに基づくベーリング地峡を経由した人類の移動の概略図

2万年前に最終氷期極大期に入ると、最終氷期極大期の終わりまで人類はレフュジアとなっていた地域に移動せざるを得なくなった。ヨーロッパ人の大半は退避地となった地域の住民の子孫であると考えられており、ミトコンドリアハプログループH1、H3、V、U5b1の集団はフランコ・カンタブリア地域に、ミトコンドリアハプログループU5b3の集団はイタリア半島に、ミトコンドリアハプログループU4、U5aの集団は東ヨーロッパ平原に端を発すると考えられており、さらに中近東からヨーロッパへ移動してきたミトコンドリアハプログループJやHの集団はその移動が1万9千年から1万2千年前に遡る可能性があると報告されている。北緯71度のシベリアのヤナ川付近にある旧石器時代の遺跡は放射性炭素年代測定によって現在から2万7千年前の氷河期に作られたとされる。この遺跡からは人類が後期更新世の高緯度における厳しい環境に、従来考えられていたよりも早期に適応していたことを示している。

### アメリカ大陸への移動
2万3千年前以降の最終氷期極大期より後の最終氷期にユーラシア大陸東端部とアメリカ大陸のアラスカに存在していたベーリング地峡を渡り、やがてアメリカ大陸に定住するようになった最初の人類は中央アジアから移動してきたパレオ・インディアンである。また、アメリカ大陸に渡った集団の中には東アジアやシベリアにいたハプログループA (mtDNA)、ハプログループB (mtDNA)、ハプログループG (mtDNA) の集団も含まれていた。パレオ・インディアンがアメリカ大陸に入った具体的な時期や詳しい道筋などの細かな点については現在も研究と議論が続けられている。
アメリカ大陸に入った大まかな経路についても議論が続いている。従来の説は早くにアメリカ大陸に入った人類が移動したのは更新世からの氷河の作用によって海面がかなり下がったときであったという説である。更新世にいた大型動物の群れを追うようにローレンタイド氷床とコルディエラ氷床の間に広がっていた氷河におおわれていない回廊を移動しているうちにアメリカ大陸に入ったという説も存在する。ほかの説には徒歩または舟で太平洋沿岸を南下し、最終的に南アメリカのチリにまで到達したという説もある。太平洋沿岸部に人々が居住していた最終氷期のいかなる考古学的証拠も現在では当時からの最大100メートルの海面上昇により海中に沈んでいる。

## 完新世における拡散

### 旧世界での現生人類の移動

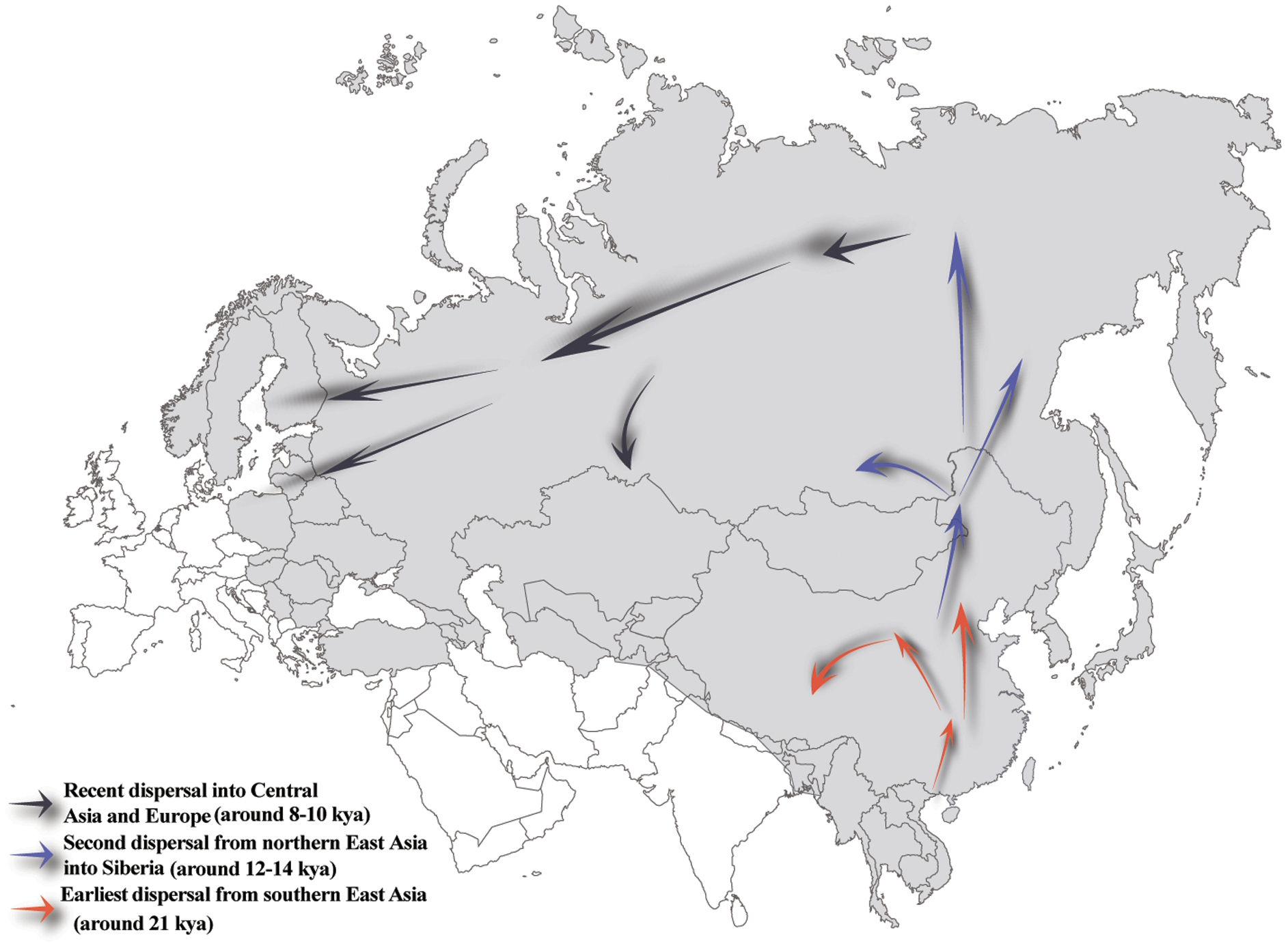
最終氷期最盛期後の氷床後退に伴うY染色体ハプログループNの集団の移動経路

最終氷期極大期が1万2千年前に終わり、完新世に入った。この頃のホモ・サピエンスは世界各地に分布していたが、しばらくは地理的に限られた退避地に留まっていた。9千年前の完新世の気候最温暖期の頃、かつて氷河におおわれていた地域に人類は移動を始めた。ヨーロッパでは9千年前に初期の農民、5千年から4千年ほど前に北西アジアや東ヨーロッパにいた遊牧民がヨーロッパ中に移動した。アフリカではおそらく紀元前5千年紀頃に現在の南スーダンにいたナイロートの祖先がアフリカ東部やアフリカ中央部へ拡散した。6千年前頃に西アフリカまたは中央アフリカにいたバントゥー系民族はサブサハラアフリカのほとんどの地域に拡散していった。こうした人口の移動によって、前近代までの旧世界の世界の主要な語族の言語（ニジェール・コンゴ語族、ナイル・サハラ語族、アフロ・アジア語族、ウラル語族、シナ・チベット語族、インド・ヨーロッパ語族）を話す人々の分布が出来上がった。また、サブサハラアフリカに居住する人々にはユーラシアの人々に由来する遺伝子をもつことが近年明らかになっている。2016年の報告では、過去7千年以内にアフリカ沿岸部の人口においてユーラシアに由来する遺伝子が流入したことを示している。2018年の報告によれば、現在のサブサハラアフリカの人々には0–50%の割合でユーラシア人の遺伝子を持っており、一般的にアフリカの角やサヘル地域の一部でその割合が高く、西アフリカやアフリカ南部（近代以降の移民のぞく）で低い割合となっている。

### インド洋・太平洋地域への拡散

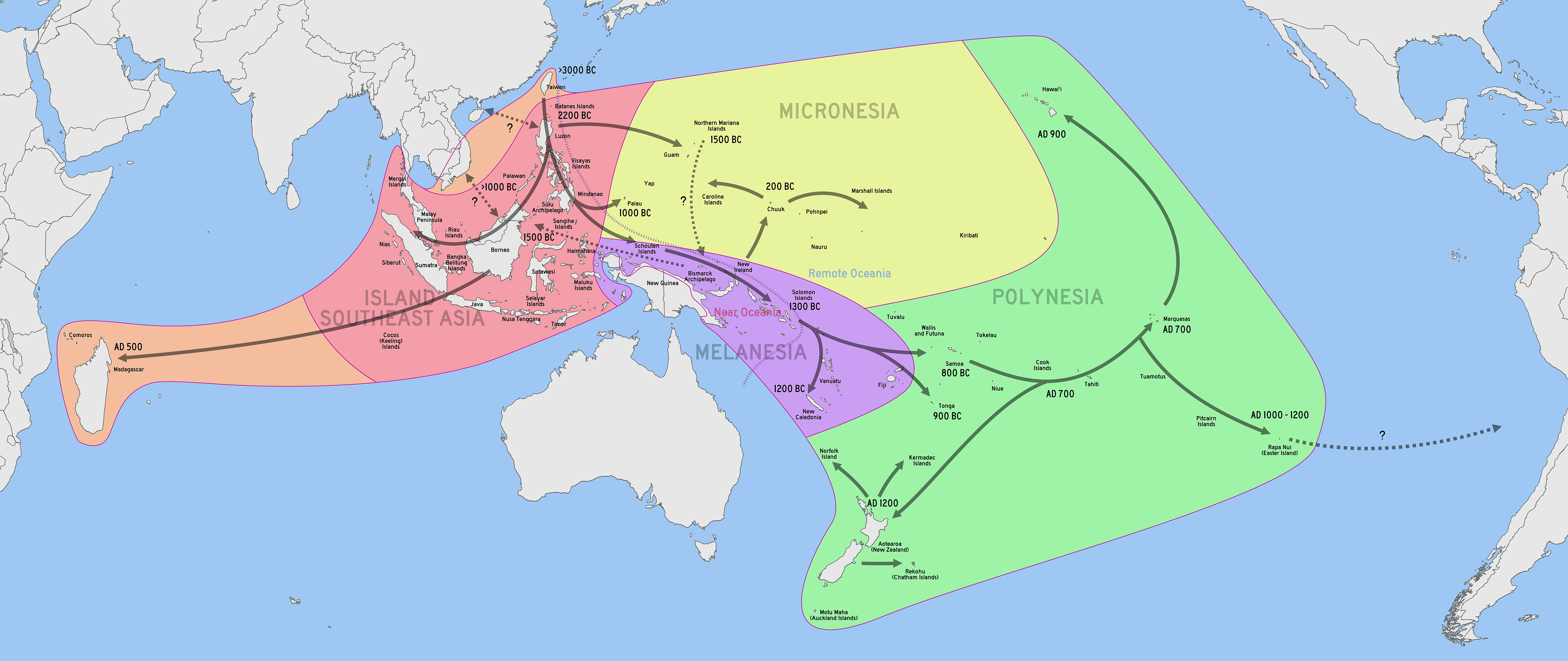
オーストロネシア人の拡散。到達した年代ごとに領域が色分けされている。

台湾に起源をもつオーストロネシア人は人類史上初めて海を航海して、海域東南アジアやオセアニアなどに拡散していった。アウトリガーやカタマラン、クラブクロウセイルなど当時としては先進的な航海技術を使用していた。まず、彼らは紀元前3,000年から紀元前1500年ごろに急速に海域東南アジアに定住していった。次に、紀元前2,200年～紀元前1,000年頃にフィリピンやインドネシア東部からミクロネシアに移動し、定住した。
紀元前1,600年から紀元前1,000年にメラネシアに到達したオーストロネシア人の一派はラピタ人となり、独自の文化を築き上げた。ラピタ人はのちにポリネシア人となる。その後、紀元前1,200年までに遠オセアニア地域への航海に乗り出し、バヌアツ、ニューカレドニア、フィジーに到達していた。さらに、紀元前900年から紀元前800年頃にはサモアやトンガにまで到達した。ラピタ人はしばらくこれより先には進まなかったが、ミクロネシアや東南アジアに戻ったラピタ人もいた。紀元後700年までにはさらに先の太平洋の島々に航海していく。まず、クック諸島、ソシエテ諸島、マルキーズ諸島に定住するようになり、続いて900年ごろにハワイ、1,000年頃にラパ・ヌイ島、1,200年頃にニュージーランドに到達する。
マダガスカルにオーストロネシア人が移住したのは約1,200年前とされており、ミトコンドリアDNAに基づく研究によればマダガスカルの先住民の遺伝子はインドネシアの30人の母親にその起源をたどることができると推定されている。マダガスカル語にはサンスクリット語から借用され、ジャワ語やマレー語による言語上の修正の痕跡があることから、当時海上交易路を築いていたシュリーヴィジャヤ王国からの入植者がマダガスカルの先住民となったと推定されている。
オーストロネシア人の拡散は新石器時代で最も長距離を移動した拡散となり、オーストロネシア人は現在に至るまで太平洋やインド洋の島々の主要な民族となった。

### 西インド諸島への拡散
カリブ海地域は完新世に入るまで人類未踏の地であった。完新世の初期にはトリニダード島は南アメリカと地続きであったと考えられており、9千年から8千年前程に人類が到達したとされる。その他の西インド諸島の島々においては、人類の最古の痕跡は3千5百年から3千年前の遺跡となっており、バルバドス島、キューバ島、キュラソー島、セント・マーティン島に当時の遺跡が存在する。また、イスパニョーラ島やプエルトリコにもそれより少し後の年代の遺跡が存在する。その後、紀元前800年から紀元前200年ごろにサラドイド文化の担い手が現在のベネズエラのオリノコ川下流域からやって来た。彼らは小アンティル諸島を北上していったのではなく、まず大アンティル諸島に移動し、その後小アンティル諸島を南下していったという南下ルート説が主に支持されている。この説は放射炭素年代測定や航海シミュレーションの双方によって裏付けられている。このように2つの時代に分かれて西インド諸島に入った集団がタイノ族やカリナゴ族の祖先である。西インド諸島の大部分の島は紀元前後までに先住民が到達していたが、ジャマイカには紀元600年以前の人類が居住した痕跡が見つかっておらず、ケイマン諸島に至ってはヨーロッパ人が到達するまで無人であるなど後の年代に人が居住するようになった島もある。 

### 北アメリカの北極圏への拡散
もっとも初期の北アメリカの北極圏地域の先住民は紀元前2500年ごろには存在した北極圏小道具文化体の担い手であるといわれている。北極圏小道具文化体はグリーンランド北東部にあったインディペンデンスI文化やカナダの北極圏にあった先ドーセット文化などパレオ・エスキモーらの文化群の総称である。イヌイットは1000年頃にアラスカ西部に現れたトゥーレ人の子孫である。トゥーレ人はドーセット文化人の住んでいた地域に分布を広げた。一方、ドーセット文化人は1000年から1500年ごろに消滅したが、研究家らは気候変動に適応できなかったか、あるいは新たに持ち込まれた病原菌に弱かったために消滅したと考えている。